# Werner Kuhnt (Politiker)

Werner Kuhnt

Werner Kuhnt (* 9. Juni 1911 in Ostrowo, Provinz Posen; † 26. Februar 2000 in München) war ein deutscher Politiker (NSDAP, später NPD).

## Leben
Nach dem Besuch der Volksschule in Ostrowo zog Kuhnt 1920 nach Cottbus. Er bestand das Abitur am dortigen Reform-Realgymnasium und studierte anschließend Volkswirtschaft und Rechtswissenschaft an den Universitäten in Breslau, Königsberg und Berlin.
Kuhnt trat zum 1. Juni 1929 in die NSDAP (Mitgliedsnummer 135.664) und im selben Jahr in die SA ein. Der Hitlerjugend (HJ) gehörte er seit Juni 1929 an. Ab Februar 1932 war er Bannführer des HJ-Oberbanns Mittelschlesien, ab Januar 1934 war er im Rang eines Oberbannführers hauptamtlicher HJ-Führer Kurmark und danach Mark Brandenburg in Frankfurt (Oder). Im August 1934 wurde er zum HJ-Gebietsführer befördert. Am 30. Januar 1938 bekam er das Goldene Ehrenabzeichen der NSDAP verliehen. Er war auch Träger des Goldenen Ehrenzeichens der HJ. Von 1938 bis 1945 war er Mitglied des Reichstages. Ab November 1939 leitete er zugleich das HJ-Gebiet Wartheland und wurde in dieser Funktion im April 1942 zum Obergebietsführer befördert. Im Januar 1940 wurde er Gebietsinspekteur der Reichsjugendführung. Nach dem Unfalltod von Helmut Möckel war er als dessen Nachfolger als Stabsführer der HJ im Gespräch.
Während des Zweiten Weltkrieges diente er 1942 bei der Luftwaffe der Wehrmacht und wurde mehrfach ausgezeichnet, unter anderem mit dem Deutschen Kreuz in Gold. Zuletzt hatte er den Rang eines Leutnants inne.
Nach Kriegsende befand er sich in US-amerikanischer Gefangenschaft, aus der er nach Internierung 1947 entlassen wurde. Nach seiner Entlassung arbeitete er als Handelsvertreter. Daneben war er als Referent bei der Gesellschaft für Freie Publizistik tätig.
Nach 1947 schloss Kuhnt sich zunächst der DP an, war seit 1961 Mitglied der GDP und wechselte 1965 zur NPD über. Später wurde er zum stellvertretenden Landesvorsitzenden der NPD Baden-Württemberg gewählt. Dem Landtag von Baden-Württemberg gehörte er von 1968 bis 1972 an. Hier war er bis Mai 1968 zunächst stellvertretender Vorsitzender und danach bis 1972 dann Vorsitzender der NPD-Fraktion.
1976 wurde er in Stuttgart wegen Volksverhetzung und Verleumdung des Andenkens Verstorbener angeklagt, nachdem er zuvor in einer Ausgabe der Deutschen Stimme behauptet hatte, dass das Tagebuch der Anne Frank „eine Fälschung“ und „ein Schwindel“ sei und nicht von Anne Frank geschrieben, sondern das Produkt „eines New Yorker Drehbuchautors in Zusammenarbeit mit dem Vater des Mädchens“ sei. Wegen des Rechts auf freie Meinungsäußerung wurde er später freigesprochen.
In der Episode der ZDF-Dokumentationsreihe 100 Jahre – Der Countdown über die Reichspogromnacht 1938 kam er als Zeitzeuge zu Wort.